# Jan Narkiewicz-Jodko
Jan Narkiewicz-Jodko (ur. 31 grudnia 1929 w Kuncewszczyźnie koło Nieświeża, zm. 9 stycznia 2022) – polski doktor habilitowany i profesor nauk rolniczych. 
Specjalizuje się w zagadnieniach z zakresu agronomii, entomologii stosowanej oraz ochrony roślin. Obiektem jego zainteresowań naukowych są biologiczne podstawy ochrony roślin przed szkodnikami, a dokładniej integrowane metody ochrony roślin warzywnych. Wykładowca i profesor emerytowany w Instytucie Warzywnictwa im. Emila Chroboczka w Skierniewicach. Członek Rady Naukowej Instytutu Ochrony Roślin i Instytutu Warzywnictwa. Był również członkiem Komitetu Ochrony Roślin PAN oraz Sekcji Ogrodniczej Komitetu Badań Naukowych. Kierownik Zakładu Ochrony Roślin Instytutu Warzywnictwa.
Wyjaśnił wpływ zadrzewień śródpolnych i skrajów lasów na występowanie szkodników roślin uprawnych. Opracował biologiczne podstawy zwalczania wielu szkodników warzyw, uwzględniając ograniczenie ujemnych skutków chemizacji środowiska. Brał udział w opracowaniu ogólnopolskich programów ochrony roślin warzywnych.
Tytuł inżyniera uzyskał w 1952 roku na Uniwersytecie Przyrodniczym w Poznaniu. Rok później na Uniwersytecie Przyrodniczym we Wrocławiu został magistrem. Na UP w Poznaniu (wcześniej funkcjonującym pod nazwą Wyższa Szkoła Rolnicza i Akademia Rolnicza) uzyskał stopień doktora i doktora habilitowanego. Tytuł profesora nadano mu w 1983 roku.
Autor 225 publikacji, w tym 40 prac naukowych, skryptów i rozdziałów książek.